# Columbo (série littéraire)
Pour les articles homonymes, voir Columbo (homonymie).
Columbo est une série de romans adaptés de la série télévisée éponyme policière américaine, de Richard Levinson et William Link.

## Novélisations de la série
Une série de livres Columbo, principalement adaptée de la série télévisée, a été publiée chez MCA Publishing en 1972 par les auteurs Alfred Lawrence, Henry Clement et Lee Hays. Voici les novélisations :
- Troubled Waters (1975) / Lee Mays ; d’après un scénario de William Driskill et une histoire de Jackson Gillis & William Driskill. Novélisation de l’épisode Eaux troubles (Troubled Waters – NBC, 09/02/1975) (S4E4), réalisé par Ben Gazzara.
  - Publié en français sous le titre Eaux troubles / trad. Marie-France Perez.

1. Paris : Presses de la Cité, coll. « Columbo », 01/1977.
2. Jumelé avec Quand le vin est tiré. Paris : Presses de la Cité, coll. « Columbo » n° 3, 06/1986, p. 125-281.

- Any Old Port in a Storm (Star Books, coll. “Columbo Original Series” n° 3, 1976) / Henry Clement ; d’après le scénario de Stanley Ralph Ross et une histoire de Larry Cohen. Novélisation de l’épisode Quand le vin est tiré (Any Old Port in a Storm – NBC, 07/10/1973) (S3E2), réalisé par Leo Penn. 
  - Publié en français sous le titre Quand le vin est tiré / trad. Michel Pagnier.

1. Paris : Presses de la Cité, coll. « Columbo », 09/1976.
2. Jumelé avec Eaux troubles. Paris : Presses de la Cité, coll. « Columbo » n° 3, 06/1986, p. 5-123.

- By Dawn’s Early Light (New York : Popular Library, coll. “Columbo Original Series” n° 4, 1975) / Henry Clement ; d’après le scénario de Howard Berk. Novélisation de l’épisode Entre le crépuscule et l’aube (By Dawn's Early Light – NBC, 27/10/1974) (S4E3), réalisé par Harvey Hart.
  - Publié en français sous le titre Au son du canon / trad. Paul Verguin.

1. Paris : Presses de la Cité, coll. « Columbo », 06/1976.
2. Jumelé avec Mort au Campus / Alfred Lawrence. Paris : Presses de la Cité, coll. « Columbo » n° 1, 03/1986, p. 5-117.

- - Publié en français sous le titre Aux premières lueurs de l’aube / présentation, trad. et notes par Pierre Arnaud.

1. Paris : Pocket, coll. « Les langues pour tous » n° 3544, 12/1991. (avec enregistrement sur cassette audio)
2. Paris : Pocket, coll. « Les Langues pour tous » n° 3544, 05/1998.

- Murder by the Book (New York : Popular Library, coll. “Columbo Original Series” n° 5, 1976) / Lee Hays ; d’après le scénario de Steven Bochco sur une histoire de Steven Spielberg. Novélisation de l’épisode Le Livre témoin (Murder by the Book – NBC, 15/09/1971) (S1E1), réalisé par Steven Spielberg.
  - Publié en français sous le titre Le Livre qui tue / trad. Simonne Huinh.

1. Paris : Presses de la Cité, coll. « Columbo » n° 5, 06/1976.
2. Jumelé avec Dans le décor. Paris : Presses de la Cité, coll. « Columbo » n° 2, 10/1986, p. 5-161.

- A Deadly State of Mind (New York : Popular Library, coll. “Columbo Original Series” n° 6, 1976) / Lee Hays ; d’après le scénario de Peter Fischer. Novélisation de l’épisode État d’esprit (A Deadly State of Mind – NBC, 27/04/1975)  (S4E6), réalisé par Harvey Hart.
  - Publié en français sous le titre Mauvais Esprit / trad. Marie-France Perez.

1. Paris : Presses de la Cité, coll. « Columbo », 01/1977.

## Spin-off de la série
Huit romans originaux ont été publiés au total. Cinq ont été traduits en France.
- A Christmas Killing (Star Books, 1972 – Londres : Allan Wingate, 1976) / Alfred Lawrence.
  - Publié en français sous le titre Dans le décor / trad. Jackie Martinache.

1. Paris : Presses de la Cité, coll. « Columbo » n° 1, 11/1975.
2. Jumelé avec Le Livre qui tue. Paris : Presses de la Cité, coll. « Columbo » n° 2, 1986.

- The Dean’s Death (New York : Popular Library, coll. « Columbo Original Series » n° 2, 1975) / Alfred Lawrence.
  - Publié en français sous le titre : Mort au campus / trad. Jackie Martinache.

1. Paris : Presses de la Cité, coll. « Columbo » n° 2, 11/1975.
2. Jumelé avec Au son du canon. Paris : Presses de la Cité, coll. « Columbo » n° 1, 03/1986, p. 119-251.

- Columbo Book I : The Grassy Knoll (New York : Forge, 1993) / William Harrington.
  - Publié en français sous le titre : Meurtre en différé / trad. Jean-Louis Sarthou.

1. Paris : Belfond, coll. « Une enquête inédite de Columbo », 08/1993.
2. Paris : le Grand livre du mois, 08/1993.
3. Paris : Corps 16, coll. « Police », 1994.

- Columbo Book II : The Helter Skelter Murders (New York : Forge, 1994) / William Harrington.
  - Publié en français sous le titre La Piste Manson / trad. Jean-Louis Sarthou.

1. Paris : Belfond, coll. « Une enquête inédite de Columbo », 02/1995.
2. Paris : le Grand livre du mois, 1995.
3. Paris : Corps 16, coll. « Police », 1996.
4. Bruxelles : Claude Lefrancq, coll. « Lefrancq en poche » n° 1708, 01/1998.

- Columbo Book III : The Hoffa Connection (New York : Forge, 1995) / William Harrington.
  - Publié en français sous le titre Qui a tué Regina ? / trad. Bernard Ferry.

1. Paris : Belfond, coll. « Une enquête inédite de Columbo », 03/1996.
2. Paris : le Grand livre du mois, 1996.
3. Paris : Corps 16, coll. « Police », 1997.
4. Bruxelles : Claude Lefrancq, coll. « Lefrancq en poche » n° 1705, 11/1997.

- Columbo : The Hoffa Connection (New York : Forge, 1995) / William Harrington. Roman original inédit en France.

- Columbo Book IV : The Game Show Killer (New York : Forge, 1996) / William Harrington. Roman original inédit en France.

- Columbo Book V : The Glitter Murder (New York : Forge, 1997) / William Harrington. Roman original inédit en France.